# Хилсдейл (округ)
Хи́лсдейл (англ. Hillsdale County) — округ в штате Мичиган, США. Официально образован в 1835 году. По состоянию на 2010 год, численность населения составляла 46 688 человек.

## География
По данным Бюро переписи США, общая площадь округа равняется 1 572,132 км2, из которых 1 548,822 км2 суша и 23,051 км2 или 1,500 % это водоёмы.

## Население
По данным переписи населения 2000 года в округе проживает 46 527 жителей в составе 17 335 домашних хозяйств и 12 550 семей. Плотность населения составляет 30,00 человек на км2. На территории округа насчитывается 20 189 жилых строений, при плотности застройки около 13,00-ти строений на км2. Расовый состав населения: белые — 97,56 %, афроамериканцы — 0,43 %, коренные американцы (индейцы) — 0,35 %, азиаты — 0,33 %, гавайцы — 0,01 %, представители других рас — 0,34 %, представители двух или более рас — 0,98 %. Испаноязычные составляли 1,20 % населения независимо от расы.
В составе 32,90 % из общего числа домашних хозяйств проживают дети в возрасте до 18 лет, 59,90 % домашних хозяйств представляют собой супружеские пары проживающие вместе, 8,40 % домашних хозяйств представляют собой одиноких женщин без супруга, 27,60 % домашних хозяйств не имеют отношения к семьям, 22,90 % домашних хозяйств состоят из одного человека, 9,30 % домашних хозяйств состоят из престарелых (65 лет и старше), проживающих в одиночестве. Средний размер домашнего хозяйства составляет 2,60 человека, и средний размер семьи 3,05 человека.
Возрастной состав округа: 26,30 % моложе 18 лет, 10,00 % от 18 до 24, 26,80 % от 25 до 44, 23,50 % от 45 до 64 и 23,50 % от 65 и старше. Средний возраст жителя округа 36 лет. На каждые 100 женщин приходится 99,00 мужчин. На каждые 100 женщин старше 18 лет приходится 96,20 мужчин.
Средний доход на домохозяйство в округе составлял 40 396 USD, на семью — 45 895 USD. Среднестатистический заработок мужчины был 35 349 USD против 23 718 USD для женщины. Доход на душу населения составлял 18 255 USD. Около 5,20 % семей и 8,20 % общего населения находились ниже черты бедности, в том числе — 8,80 % молодежи (тех, кому ещё не исполнилось 18 лет) и 8,60 % тех, кому было уже больше 65 лет.